# Gereben Ágnes
Gereben Ágnes (Budapest, 1947. szeptember 21. – Budapest, 2015. március 17.) házassága révén: Kun Miklósné, magyar irodalomtörténész, műfordító, kritikus, egyetemi tanár.

## Életpályája
Szülei Gereben János és Propper Anna voltak. 1966–1970 között a szegedi Juhász Gyula Tanárképző Főiskola orosz–magyar szakán, 1971–72-ben az ELTE Bölcsészettudományi Kar orosz szakán tanult. 1971-ben a Marx Károly Közgazdaságtudományi Egyetem tanársegédje lett. 1976–1981 között a Magyar Tudományos Akadémia Kelet-Európai Irodalmi Kutatócsoportjának tudományos munkatársa volt. 1982–1987 között a pécsi Janus Pannonius Tudományegyetem docense volt. 1983-ban megszerezte az irodalomtudományok kandidátusa fokozatot. 1985-től az ELTE BTK művelődéstörténeti tanszékén tanított. 1999-ben habilitált.
Kutatási területe a századforduló orosz művelődéstörténete és a 20. századi orosz irodalom fehér foltjai, valamint a posztszovjet térség helyzete volt.
A Magyar Televízió m1 csatornáján Barangolások öt kontinensen címmel saját heti műsora volt (2010. október 14. – 2015. március), amelyben aktuális külpolitikai kérdéseket elemzett meghívott vendégeivel.
2015-ben bekövetkezett halálakor az MTVA és a Szövetség a Polgári Magyarországért Alapítvány saját halottjának tekintette. Április 10-én kísérték utolsó útjára a budapesti Farkasréti temetőben. A temetésén többek között részt vett Semjén Zsolt, Mikola István, Szűrös Mátyás, Balog Zoltán, Kövér László, Kiss-Rigó László, Tőkés László, Kozma Imre.

## Magánélete
1972-ben házasságot kötött Kun Miklós történésszel.

## Művei
- Csehov világa (monográfia, 1980)
- Az elbeszélésciklus poétikája (tanulmány, 1982)
- Iszaak Babel összes művei (sajtó alá rendezte, 1986)
- Nagy tüzek. Szovjet-orosz elbeszélések az 1920-as évekből; vál. Gereben Ágnes, ford. Árvay János et al.; Kossuth, Bp., 1987
- Több fényt! Válogatás a glasznoszty sajtójából; vál., szerk. Gereben Ágnes, ford. Benda Kálmán et al.; Téka, Bp., 1988
- Iszaak Babel ismeretlen naplója (1989)
- Babel világa (monográfia, 1990)
- Utazás Hollywoodba. Válogatás orosz emigráns írók műveiből; összeáll., szerk. Gereben Ágnes; Téka, Bp., 1990
- Játsszunk bluest! Orosz emigráns írók kisregényei; vál., szerk., utószó, jegyz. Gereben Ágnes, ford. Gereben Ágnes; Európa, Bp., 1992
- A pozitív diszkrimináció elmélete és gyakorlata (Kardos Krisztinával, Nemes Dénessel, 1996)
- Művészet és hatalom. Orosz írók a XX. században. Új források (1998)
- Antiszemitizmus a Szovjetunióban (2000)
- Egyház az ateista államban 1919–1925. Új dokumentumok az orosz ortodoxia és a bolsevizmus viszonyáról (2001)
- „Engedd el népemet!” Zsidók a háború utáni Szovjetunióban (2000, 2003)
- Beszélgetések a Gulagról (2008)
- Az orosz kapcsolat; Unicus, Bp., 2010
- A FÁK tegnap, ma, holnap. Környezettanulmányok; Unicus, Bp., 2011
- Megtorlások a Szovjetunióban; Helikon, Bp., 2013
- Posztszovjet forgatókönyvek. Utódállamok az ezredforduló után; Helikon, Bp., 2014

## Műfordításai
- Mihail Alekszandrovics Bakunyin: Államiság és anarchia (1984)
- Jurij Mihajlovics Lotman: Puskin (1987)
- Iszaak Babel: Odesszai történetek (elbeszélés, Elbert Jánossal, 1995)

## Díjai, kitüntetései
- Az Európa Könyvkiadó nívódíja (1986)
- Széchenyi professzor ösztöndíj (2000-2003)
- A Magyar Köztársasági Érdemrend lovagkeresztje (2010)
- Pro Urbe Erzsébetváros (2011)

## Emlékezete
- 2015. szeptember 21-én születésének 68. évfordulóján emléktáblát avattak a tiszteletére szülőháza homlokzatán.[10]